# 阿尔玛·多伊彻
阿尔玛·伊丽莎白·多伊彻（英語：Alma Elizabeth Deutscher，2005年2月19日—）是一位英国神童作曲家、钢琴家和小提琴家。她在六岁时创作了第一首钢琴奏鸣曲，七岁时创作短剧The Sweeper of Dreams；九岁时创作了一首小提琴以及管弦乐队协奏曲；十岁时创作她的第一首标准长度歌剧Cinderella，在2016年于祖宾·梅塔指挥下在维也纳进行了欧洲首场演出，一年后于圣何塞歌剧院进行美国首演。2019年，她在卡内基大厅首次亮相。